# Inge Weidemann
Pour les articles homonymes, voir Weidemann.
Inge Weidemann, née le 26 décembre 2000, est une nageuse sud-africaine.

## Carrière
Inge Weidemann remporte aux Championnats d'Afrique de natation 2021 à Accra la médaille d'or sur 50 mètres nage libre, sur 4 × 100 mètres quatre nages, sur 4 × 100 mètres quatre nages mixte, sur 50 mètres papillon, sur 4 × 100 mètres nage libre et sur 4 × 100 mètres nage libre mixte ainsi que la médaille d'argent sur 100 mètres nage libre et sur 100 mètres papillon.
Elle obtient aux Championnats d'Afrique de natation 2022 à Tunis la médaille d'or sur 50 et 100 mètres nage libre, 50 mètres papillon, sur 4 × 100 mètres nage libre, sur 4 × 100 mètres 4 nages, sur 4 × 200 mètres nage libre, sur 4 × 100 mètres quatre nages mixte et sur 4 × 100 mètres nage libre mixte.